# Karl-Heinz Stienen
Karl-Heinz Stienen (* 11. Juli 1932 in Duisburg; † 17. Februar 2004 in Krefeld) war ein deutscher Politiker. Er erhielt 1986 das Bundesverdienstkreuz. 
Stienen wuchs in Krefeld-Linn auf, promovierte 1963 zum Dr. jur. und praktizierte bis 1977 als Rechtsanwalt in Krefeld. Vom 1. Februar 1977 bis zum 31. Januar 1997 war er Stadtdirektor in Krefeld. 
Von 1972 bis 1976 war Karl-Heinz Stienen in Krefeld direkt gewähltes Mitglied des Bundestages für die SPD, die er 1976 verließ, um mit Willi Sinnecker und Hans-Günther Weber die Soziale Demokratische Union (SDU) zu gründen. Stienen hatte 1975 Solschenizyns Archipel Gulag gelesen und verfasste unter diesem Eindruck als Leiter der Programmkommission der SDU mit Sinnecker, Kissel, Klaer und Kalanke das auf dem Gründungsparteitag der SDU am 17./18. Juni 1977 beschlossene SDU-Grundsatzprogramm. Über den Status einer
Kleinpartei kam die SDU allerdings nicht hinaus.
| Personendaten    | Personendaten                  |
| ---------------- | ------------------------------ |
| NAME             | Stienen, Karl-Heinz            |
| KURZBESCHREIBUNG | deutscher Politiker (SPD), MdB |
| GEBURTSDATUM     | 11. Juli 1932                  |
| GEBURTSORT       | Duisburg                       |
| STERBEDATUM      | 17. Februar 2004               |
| STERBEORT        | Krefeld                        |